# Ludovic Assemoassa
Ludovic Assemoassa   (3r districte de Lió, 18 de setembre de 1980) és un exfutbolista togolès de la dècada de 2000.
Fou internacional amb la selecció de futbol de Togo amb la qual participà a la Copa del Món de futbol de 2006. Pel que fa a clubs, destacà a Ciudad Murcia.